# Kokkinokhóri
Kokkinokhóri (Kokkinochori) är en ort i Grekland.   Den ligger i prefekturen Nomós Kaválas och regionen Östra Makedonien och Thrakien, i den nordöstra delen av landet, 300 km norr om huvudstaden Aten. Kokkinokhóri ligger 199 meter över havet och antalet invånare är 278.
Terrängen runt Kokkinokhóri är varierad, och sluttar söderut. Runt Kokkinokhóri är det ganska glesbefolkat, med 21 invånare per kvadratkilometer. Närmaste större samhälle är Paralía Ofryníou, 10,0 km sydväst om Kokkinokhóri. == Kommentarer ==
1. ↑  Framräknat ur variansen i alla höjduppgifter (DEM 3") från Viewfinder Panoramas, inom 10 km radie.[2] Mer om algoritmen finns här: Användare:Lsjbot/Algoritmer.